# نیکی ناکایاما
نیکی ناکایاما (انگلیسی: Niki Nakayama؛ زادهٔ ۱۹۷۵) سرآشپز و رستوران‌دار اهل ایالات متحده آمریکا است که در زمینهٔ آشپزی ژاپنی، کایسکی روش‌های گوناگون دست‌پخت و آشپزی تخصص دارد. وی بنیان‌گذار و مالک رستوران ان/ناکا است که دوستارهٔ میشلن دارد.
او مشاور آشپزی فیلم همیشه دوستم باش بود. وی با شریکش کارول لیندا ازدواج کرده است.